# Achilidae
Los aquílidos (Achilidae) son una familia de insectos hemípteros del suborden Auchenorrhyncha. Hay por lo menos 160 géneros y 520 especies.

## Géneros
- Subfamilia: Achilinae
  - Tribu: Achilini[6]
    - Géneros: Achilus.[7]

  - Tribu: Plectoderini
    - Géneros: Agandecca.[8]

  - Tribu: Rhotalini
  - Tribu: Tropiphlepsiini
  - Tribu: †Waghildini